# Odontonema albiflorum
Odontonema albiflorum är en akantusväxtart som beskrevs av Emery Clarence Leonard. Odontonema albiflorum ingår i släktet Odontonema och familjen akantusväxter. Inga underarter finns listade i Catalogue of Life.